# Onosma polyanthum
Onosma polyanthum är en strävbladig växtart som beskrevs av Dc. Onosma polyanthum ingår i släktet Onosma och familjen strävbladiga växter. Inga underarter finns listade i Catalogue of Life.